# Asplenium coenobiale
Asplenium coenobiale är en svartbräkenväxtart som beskrevs av Henry Fletcher Hance. Asplenium coenobiale ingår i släktet Asplenium och familjen Aspleniaceae. Inga underarter finns listade.